# Boomzaag

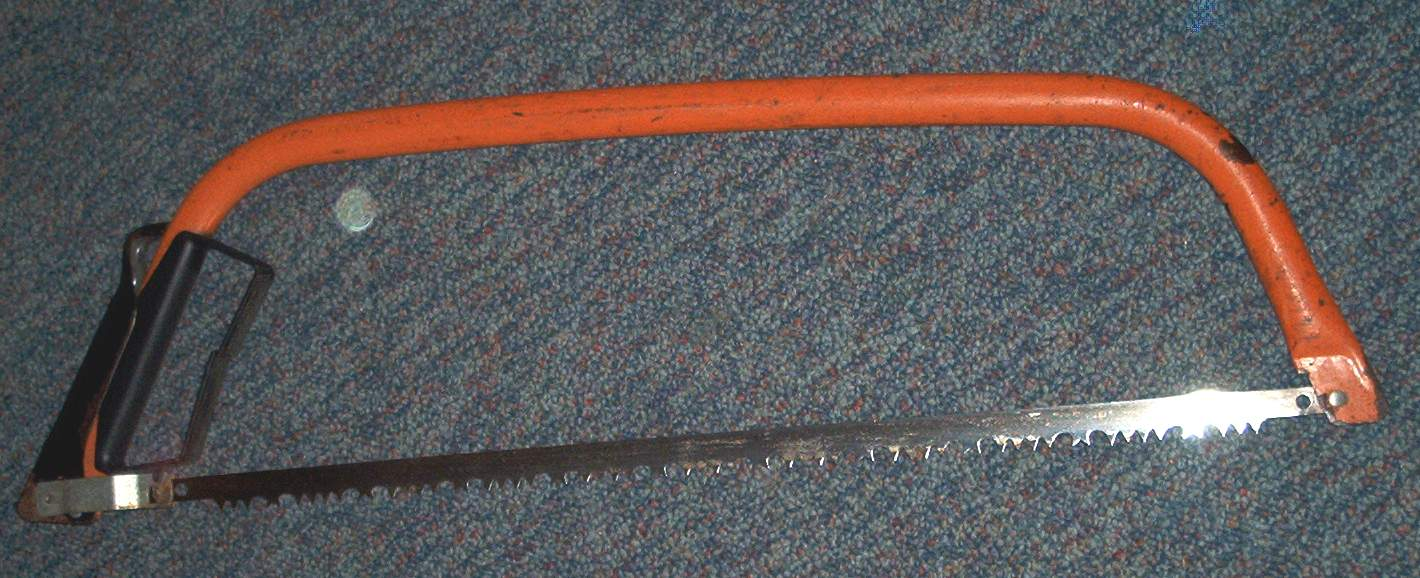
Eénhands beugelzaag

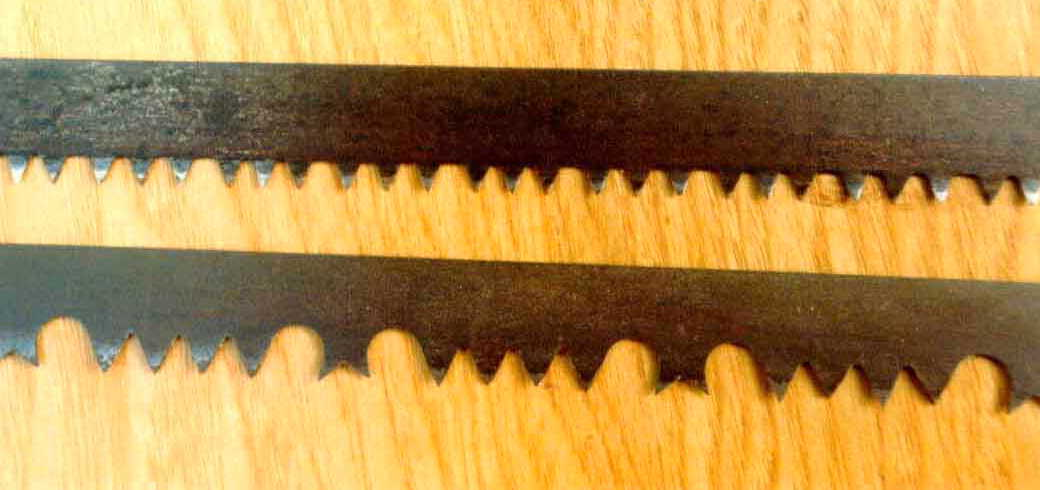
Zaagblad met rechte vertanding (boven), en met zogeheten Amerikaanse vertanding (onder)

Een boomzaag is een houtzaag met een verwisselbaar, grofgetand zaagblad dat ingespannen is in een stalen beugel met een ovaalvormige doorsnede. De zaag wordt gebruikt bij het doorzagen van bomen en takken. Evenals de handzagen die gebruikt worden in metaalbewerking, is deze zaag algemeen verkrijgbaar onder de naam beugelzaag.
De zaag is er in verschillende afmetingen, afhankelijk van de afmeting heeft deze aan één, of aan beide zijden een handgreep, waardoor met twee personen gezaagd kan worden. Om dit soepel te laten verlopen dienen deze alleen aan de zaag te trekken en niet te duwen. Behalve zagen met een hoge beugel kan deze ook spits toelopen. Deze laatste wordt dikwijls toegepast bij snoeiwerk, waar vaak maar weinig plaats is.
De zaagbladen hebben een symmetrische vrij grove geharde (hardpoint) vertanding, en zijn onder meer verkrijgbaar met een lengte van 21, 24, 30 en 36 inch (530, 607, 759 en 912 mm). Er zijn bladen met rechte vertanding, geschikt voor het zagen van vers en droog hout, en bladen met groepsvertanding (Amerikaanse vertanding). Bij dit laatste type bevindt zich om de vier snijtanden een schaaftand, en is speciaal ontworpen voor het zagen van groen, nat hout. 
Met behulp van de spaninrichting zijn de bladen zonder gereedschap te wisselen, waardoor deze  eenvoudig zijn te vervangen. Door de hefboom bij de handgreep naar beneden te klappen haalt men de spanning van het zaagblad af. Het oude blad kan nu worden uitgenomen, waarna het nieuwe blad wordt ingelegd. Door de hefboom omhoog te klappen wordt de zaag gespannen en is deze klaar voor gebruik. 